# Enztal Mühlhausen–Roßwag
Enztal Mühlhausen–Roßwag este o arie protejată (sit de importanță comunitară — SCI, arie de protecție specială avifaunistică — SPA) din Germania întinsă pe o suprafață de 539,75 ha, integral pe uscat.

## Localizare
Centrul sitului Enztal Mühlhausen–Roßwag este situat la coordonatele 48°55′58″N 8°54′15″E / 48.9328°N 8.9042°E.

## Înființare
Situl Enztal Mühlhausen–Roßwag a fost declarat arie de protecție specială avifaunistică în noiembrie 2007 pentru a proteja 17 specii de animale. Situl a fost protejat și ca sit de importanță comunitară în noiembrie 2007.

## Biodiversitate
Situată în ecoregiunea continentală, aria protejată nu include niciun habitat protejat.
La baza desemnării sitului se află mai multe specii protejate de  păsări (17): pescăruș albastru (Alcedo atthis), buha (Bubo bubo), porumbel de scorbură (Columba oenas), cristeiul de câmp (Crex crex), ciocănitoarea de stejar (Dendrocopos medius), ciocănitoare neagră (Dryocopus martius), Falco peregrinus peregrinus, șoimul rândunelelor (Falco subbuteo), muscar-gulerat (Ficedula albicollis), capîntortură (Jynx torquilla), sfrâncioc roșiatic (Lanius collurio), gaia neagră (Milvus migrans), gaia roșie (Milvus milvus), viespar (Pernis apivorus), ciocănitoare verzuie (Picus canus), Tachybaptus ruficollis ruficollis, pupăză (Upupa epops)